# Boudewijnkanaal
El Boudewijnkanaal o el Canal marítim Brugge-Zeebrugge és un canal de Bèlgica que enllaça el port interior de Bruges amb el port marítim de Zeebrugge. Té una llargada de 12 km. És de la classe VI i accepta embarcacions amb una càrrega fins a 20 000 tones.

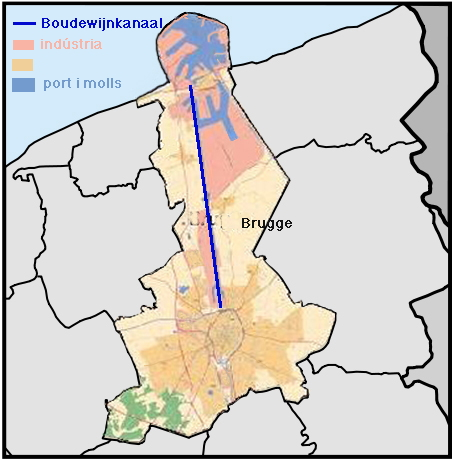
Mapa del canal

L'1 de juny 1894 es va signar un acord entre l'Estat belga, l'ajuntament de la ciutat de Bruges, Louis Cloiseau i Jean Cousin per a la construcció d'un port marítim, un canal de Bruges al mar i un port interior a Brugge.
Es va crear una societat, la Compagnie des Installations maritimes de Bruges, (avui amb un nom neerlandès Maatschappij van de Brugse Zeevaartinrichtingen o MBZ) del qual la ciutat tenia 50% del capital i els senyors Cloiseau i Cousin la resta.

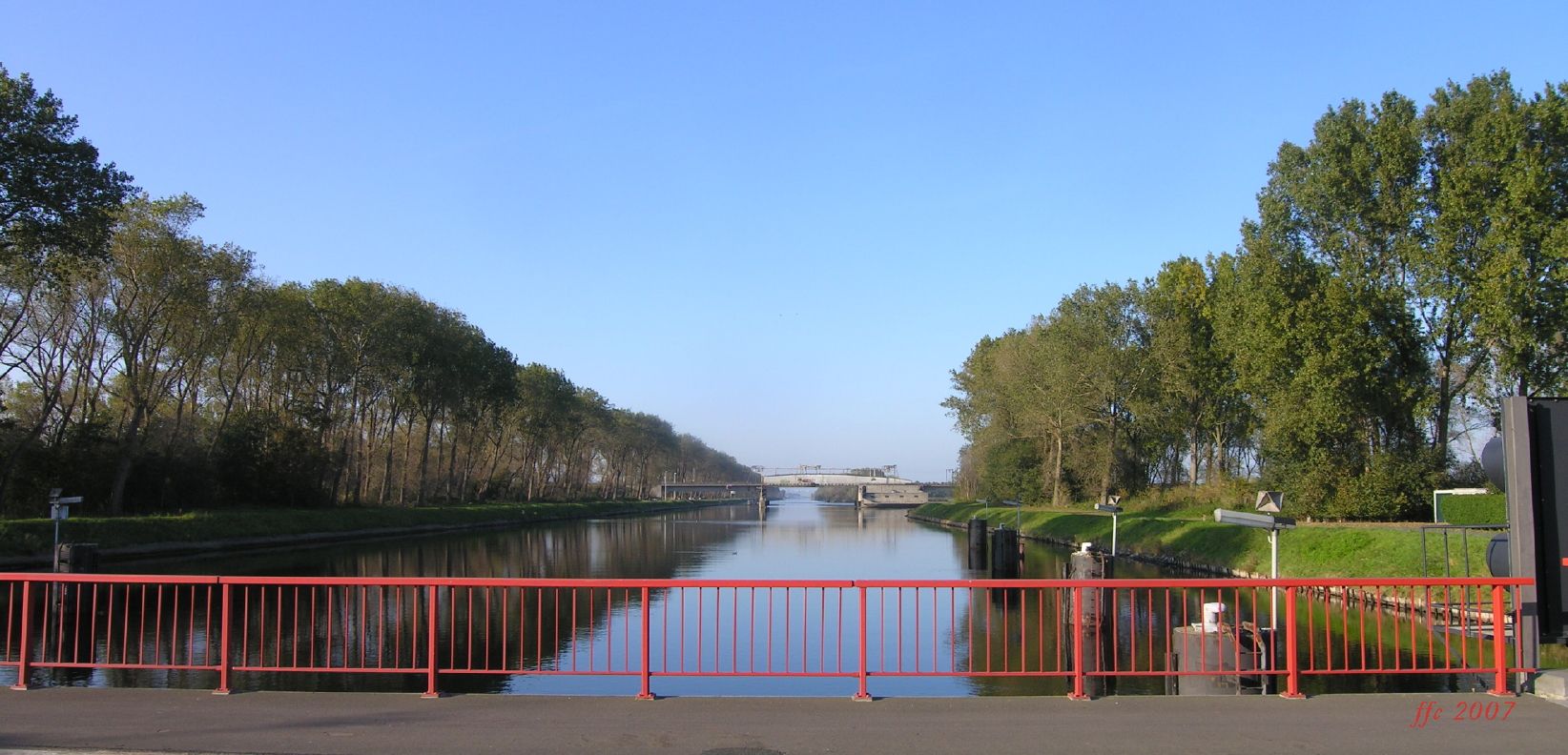
El canal i el pont del ferrocarril Brugge-Knokke

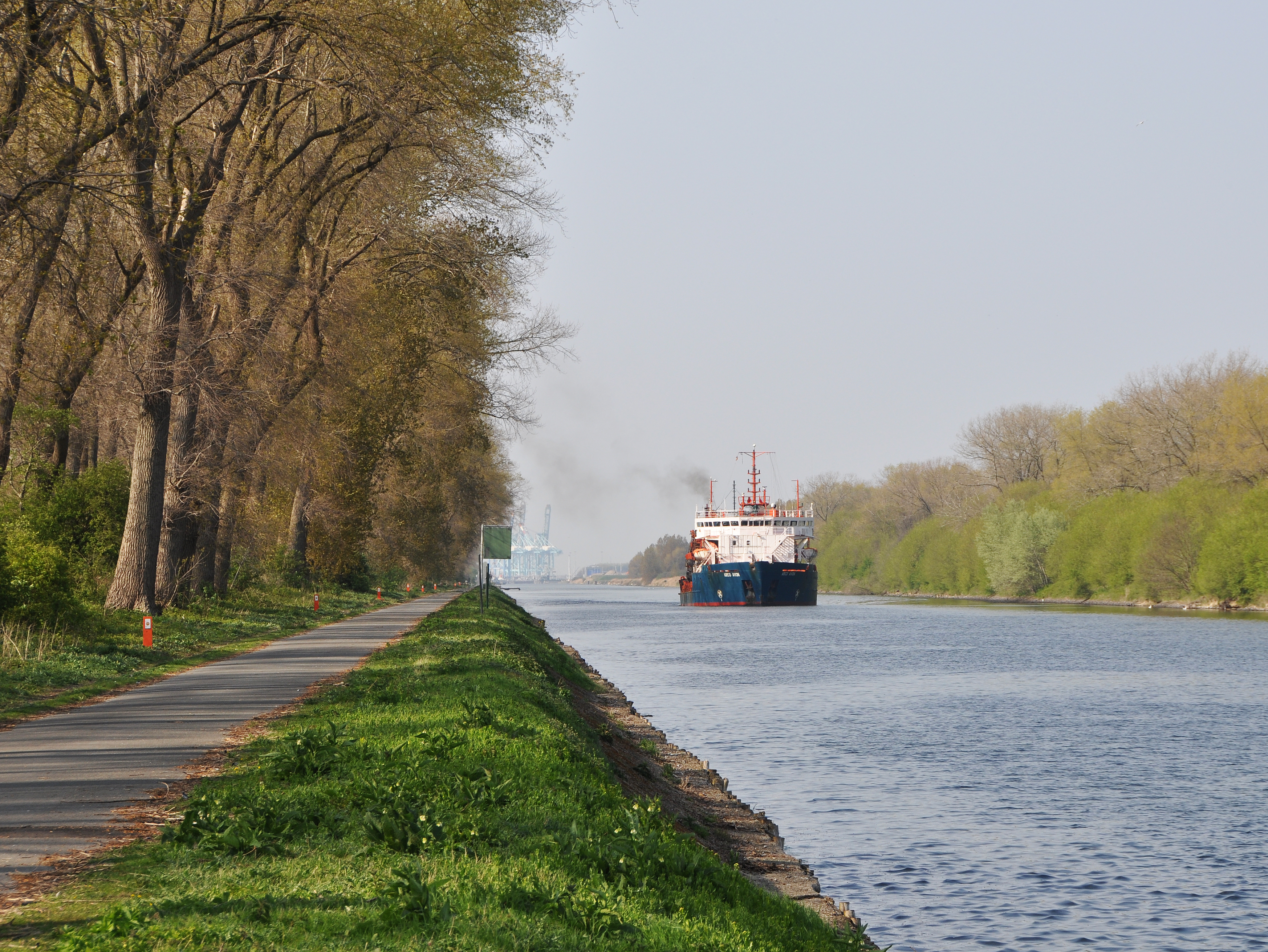
El canal a Lissewege

 Els dos ports i el canal es van construir del 1896 al 1905. Es van inaugurar oficialment el 1907. A l'inici, el tràfic no era gaire important: només uns 250 embarcacions l'any. A la Segona Guerra Mundial va servir de base per als U-boots de l'exèrcit alemany i va sofrir de bombardejos. El port i el canal es van reobrir el 1951. De 1970 a 1985 es va executar un gran projecte per eixamplar el port i el canal. El 20 de juliol 1985, el rei Balduí va inaugurar les noves instal·lacions. En aquesta ocasió, el canal que es deia Zeekanaal Brugge-Zeebrugge va rebatejar-se en Boudewijnkanaal segons el nom neerlandès del rei.

## Rescloses i infraestructures
El canal té dues rescloses:

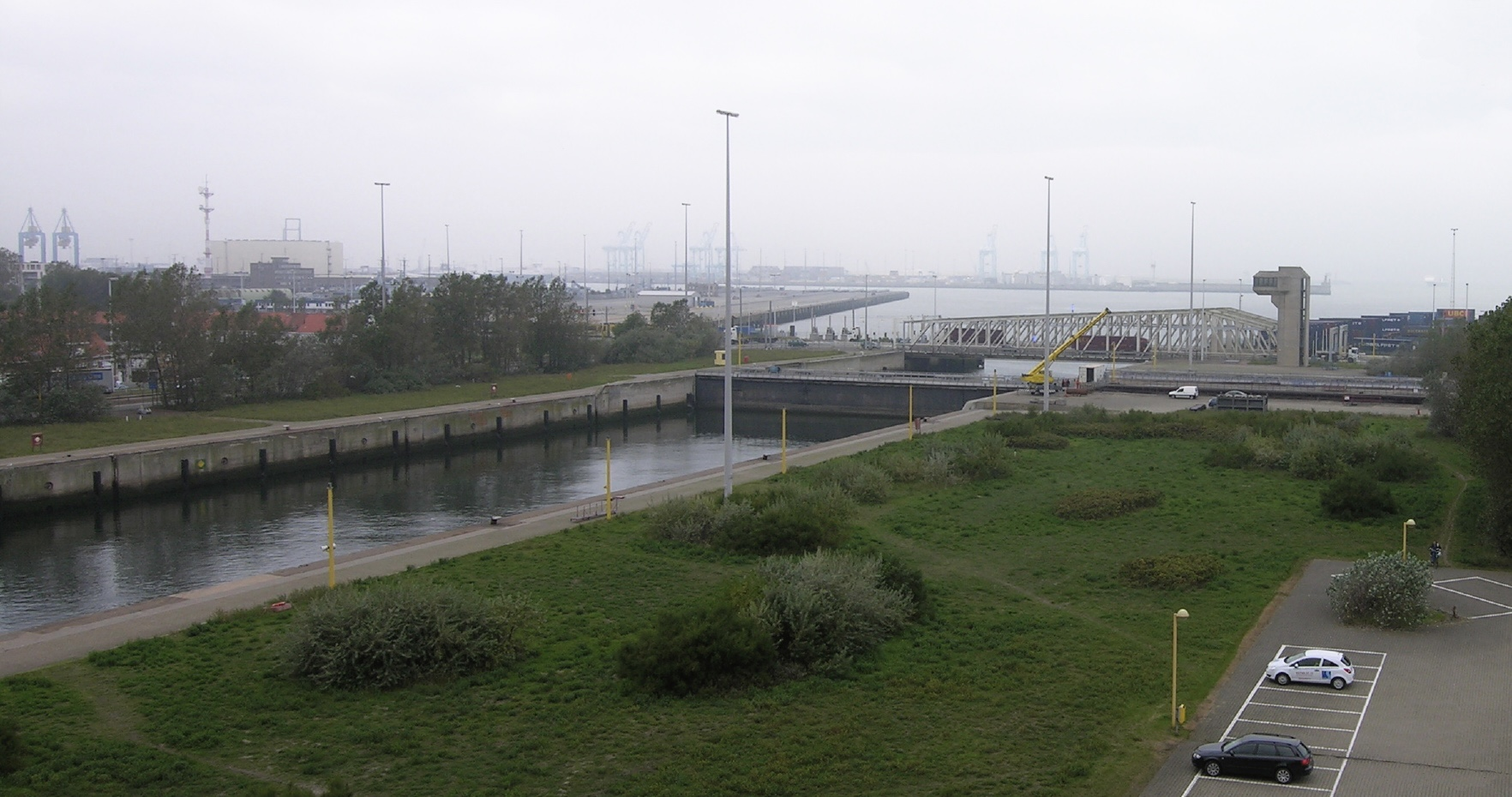
La resclosa marítima Pierre Vandamme i el port interior vists des de l'edifici de la MBZ

- la resclosa a Bruges que connecta'l amb els canals Bruges-Oostende i Gant-Bruges.
- A la desembocadura del canal al port de Zeebrugge, cal una «resclosa marítima» per separar el canal del mar, que hi té en mitjana una desnivell de 3,64 metres entre baixamar i plenamar.[3] Aquesta resclosa també ha de protegir el pòlder i el polígon industrial contra les marees vives. La resclosa actual va ser inaugurat del 1985 i porta el nom de Pierre Vandamme (1895-1983), burgmestre de Bruges i gran promotor del desenvolupament del port. Després de treinta anys, arriba al límit de la seva capacitat i el 2016 es va prendre la decisió de principi de construir-ne una de nova i començar els estudis i les consultes popular.[4] L'obra hauria de començar el 2019.[5]

| Rescloses                      | Rescloses | Rescloses | Rescloses         | Rescloses     |
| ------------------------------ | --------- | --------- | ----------------- | ------------- |
| Localitat                      | llargada  | amplada   | profunditat       | alçada lliure |
| Brugge Verbindingssluis        | 125 m     | 12 m      | 3,5 a 4,2 m       | 99 m          |
| Zeebrugge Pierre Vandammesluis | 500 m     | 57 m      | 18,5 m a plenamar | 99 m          |